# Hypnagog hallucination
Hypnagoga hallucinationer avser hallucinationer som uppkommer i samband med insomnandet eller precis vid uppvaknandet.
Hallucinationerna är ofta visuella och/eller audiovisuella. Ansikten och figurer syns då man blundar och lösryckta ord eller hela meningar kan höras, men det förekommer även dofter eller känningar etc. Det är ett fenomen som skiljer sig från drömmar i den meningen att man är vaken och medveten om detta.
Vissa människor lider av en återkommande kombination av sömnparalys och skräckfyllda hypnagoga hallucinationer när de gått och lagt sig för att sova. Hallucinationen kan då bestå i att en varelse rör sig i rummet eller är vid sängen och betraktar dem, samtidigt som man inte kan röra sig.
Andra fenomen som förekommer i samband med hypnagoga hallucinationer är:
- En känsla av att man faller
- Känslan av någon sorts närvaro
- Vibrationer
- En känsla av att man svävar
- Ologiska rörelser (ibland känslan av att "glida" av sängen, eller till och med glida uppför väggen)
- En tryckande känsla (oftast på ryggen och i bröstet)
- Rädsla
- Örontjut

Olika människor är olika känsliga för detta fenomen (av vissa forskare benämnt "hypnagogisk förmåga"). De flesta människor drabbas endast vid enstaka tillfällen, och oftare hos de som upplever en period av ovanligt stor psykisk anspänning. Hos patienter med narkolepsi, det vill säga med okontrollerbara, korta attacker av sömn, inträffar sådana hallucinationer särskilt ofta.
Hypnagoga hallucinationer uppmärksammades först av Jules Baillarger (1809–1890) i Frankrike och Wilhelm Griesinger (1817–1869) i Tyskland.